# Saint-Pierre-des-Ifs, Eure

Saint-Pierre-des-Ifs este o comună în departamentul Eure, Franța. În 1 ianuarie 2022 avea o populație de 258 de locuitori.